# Maciej Zdziarski
Maciej Zdziarski (ur. 24 lutego 1979 w Drezdenku) – polski dziennikarz, fotografik, działacz społeczny, menedżer, obserwator ptaków.

## Życiorys
Maciej Zdziarski jest absolwentem Wydziału Nauk Historycznych i Społecznych Uniwersytetu Kardynała Stefana Wyszyńskiego w Warszawie.
Prowadził programy w Telewizji Polskiej, był redaktorem naczelnym Radia Kraków oraz gospodarzem audycji w radiowej Jedynce i Trójce. Publikował teksty w „Gazecie Wyborczej” i „Rzeczpospolitej”.
Zdziarski jest fotografem ptaków, autorem książek na temat pasji ornitologicznej. W latach 2022–2023 Poczta Polska przeprowadziła emisje znaczków Ptaki polskich parków i Ptaki Argentyny oraz Polski, w których wykorzystano zdjęcia autorstwa Macieja Zdziarskiego.
Współpracował z Komisją Ekspertów ds. Osób Starszych przy Rzeczniku Praw Obywatelskich w trakcie kadencji prof. Ireny Lipowicz (2010–2015). Wchodził w skład Małopolskiej Rady ds. Polityki Senioralnej I kadencji (2013–2014) oraz Rady Społecznej Szpitala Specjalistycznego im. dr. J. Babińskiego w Krakowie (2012–2014). Członek Rady do spraw Polityki Senioralnej przy Ministrze Rodziny i Polityki Społecznej na kadencję 2020–2024.
Doradzał w Grupie PZU w zakresie zmian wynikających z demograficznego starzenia się społeczeństwa. Jako konsultant i pracownik dużych organizacji biznesowych (m.in. Banku Pekao SA) realizował projekty z obszaru społecznej odpowiedzialności biznesu, budowania tożsamości historycznej firmy, kultury korporacyjnej i wolontariatu pracowniczego.
Założyciel i szef Krakowskiej Akademii Profilaktyki, prezes Fundacji Instytut Łukasiewicza. Autor książek na temat historii sportu, przeciwdziałania uzależnieniom oraz starzenia się społeczeństwa, wydanych przez Fundację Instytut Łukasiewicza.
Był dyrektorem programowym Krynica Forum 2023, odpowiadając za stronę merytoryczną przedsięwzięcia z udziałem m.in. prezydenta Litwy Gitanasa Nausėdy i premiera Korei Han Duck-soo.

## Twórczość

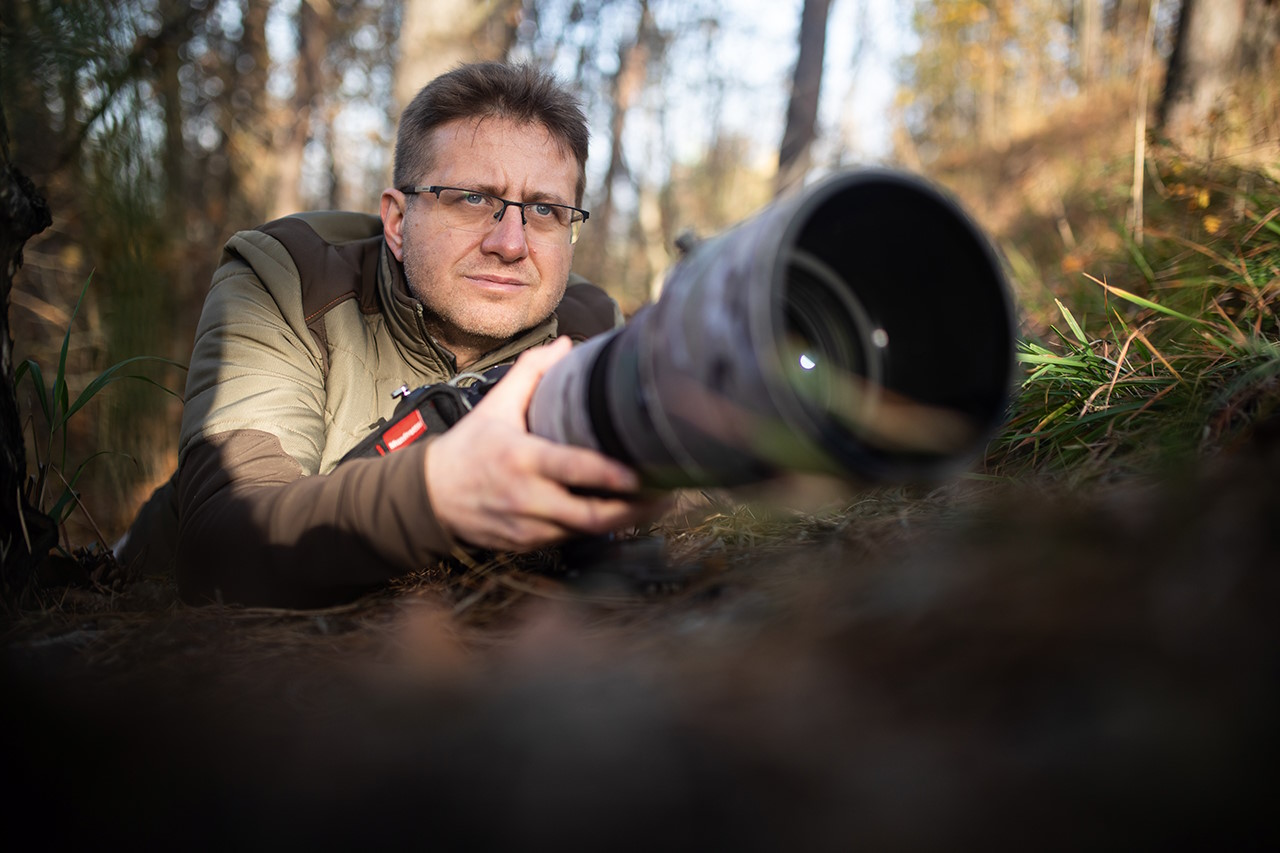
Maciej Zdziarski – obserwator i fotograf ptaków

Poetycko debiutował tomikiem wierszy Taka niespokojność, wydanym w 1993 roku. W 1996 roku ukazał się tomik Nie dbam czy ktoś zgadnie dlaczego tak robię.
W 2017 roku wraz z Aleksandrą Wójcik opublikował książkę Dobranoc, Auschwitz. Reportaż o byłych więźniach (wyd. Znak Horyzont). Drugie, uzupełnione wydanie książki, ukazało się w tym samym wydawnictwie w 2023 roku. Reportaż został wydany także w Czechach.
Jest autorem książki Na skrzydłach. O ludziach, ptakach i radości życia (wyd. Znak Horyzont, 2022), nagrodzonej Piórem Literatury – wyróżnieniem w konkursie Planeta Izabelin 2023.
W 2023 roku ukazał się album pt. Ptakomalowanie, stanowiący zbiór zdjęć ptaków autorstwa Macieja Zdziarskiego.

## Dziennikarstwo
Dziennikarstwem zajmował się już w szkole podstawowej. Współtworzył rubrykę młodzieżową „Gazety Lubuskiej” (1991–1994), publikował w „Świecie Młodych”, „Nad Odrą”, „Tygodniku Bydgoskim”. Jego tekst Kto jest debeściak?, opublikowany w „Gazecie Wyborczej”, włączono do tomu Młodzi końca wieku (1999). Współpracował z „Życiem Warszawy” (2004). Był dziennikarzem zielonogórskiego Radia Zachód (1994–2000), a także radiowej Trójki (2000–2001). W latach 2006–2008 szef programowy, a następnie publicysta Radia Kraków. Od 2008 do 2010 roku był przewodniczącym Rady Programowej Radia Merkury w Poznaniu.
W latach 2007–2010 pracował w Redakcji Publicystyki TVP1. W TVP1 prowadził „Kwadrans po ósmej” i „Rozmowę Jedynki”, w TVP Info „Rozmowę dnia”, a w TVP3 program „Trzeci wymiar”. W 2017 w radiowej Jedynce prowadził audycję „Polaków portret własny”, a w Radiu Kraków – „Oko w oko”.

## Działalność w organizacjach pozarządowych
W latach 2000–2006 był wiceprezesem Stowarzyszenia Producentów i Dziennikarzy Radiowych.
Działa w organizacjach zajmujących się profilaktyką i rozwiązywaniem problemów alkoholowych. W latach 2002–2006 kierował ogólnopolską kampanią „Zachowaj Trzeźwy Umysł”. W roku 2007 napisał – wspólnie z ks. Jackiem Krzewickim – książkę Rozmowy o uzależnionych kobietach. W 2008 i 2009 roku jako członek Zespołu Ekspertów przy Dyrektorze Państwowej Agencji Rozwiązywania Problemów Alkoholowych współtworzył kampanię „Sprawdź, czy Twoje picie jest bezpieczne”. Od 2009 do 2010 redaktor naczelny „Świata Problemów”. Od 2010 roku szef kampanii „Postaw na rodzinę”, autor projektów „Powstrzymaj pijanego kierowcę” oraz „Przeciw pijanym kierowcom” (2014).
W 2005 roku był sekretarzem generalnym Komitetu Krajowego Międzynarodowego Roku Sportu i Wychowania Fizycznego ONZ (szefem komitetu był Robert Korzeniowski). Od 2006 był sekretarzem Stowarzyszenia Mistrzowie Sportu – Mistrzowie Życia. Współautor książek: Mistrzowie sportu, mistrzowie życia, czyli o tym jak sport wpływa na rozwój społeczeństw (z Robertem Korzeniowskim, 2005) i Słucham Mistrzów. Dobrze wybieram (z Tomaszem Frołowiczem i Zofią Żukowską, 2006).
Od 2012 roku Prezes Zarządu Fundacji Instytut Łukasiewicza.
Jest autorem zbiorów wywiadów wydawanych przez Fundację Instytut Łukasiewicza, m.in. StarsiRodzice.pl. Recepty na dobrą starość (2012), Uzależnienia behawioralne. Rozmowy z ekspertami (2014), Uzależnienia behawioralne u dzieci i młodzieży. Rozmowy z ekspertami (2015) oraz Seniorze, trzymaj formę! (2015–2019). W latach 2020–2022 ukazał się cykl książek zawierających jego wywiady z wybitnymi polskimi sportowcami – Gdy milkną oklaski.
W roku 2021 opublikował książkę Dziewczyny z brązu, chłopaki ze złota. Rozmowy o siatkówce i nie tylko z medalistami igrzysk olimpijskich z Tokio (1964), Meksyku (1968) i Montrealu (1976) – zbiór dwudziestu wywiadów z polskimi siatkarzami i siatkarkami. W tym samym roku ukazał się album jego autorstwa – Piękno siatkówki. W 2024 r. wydał album Olimpijczycy w mundurach. Żołnierze Wojska Polskiego na igrzyskach w Paryżu 2024.

## Publikacje

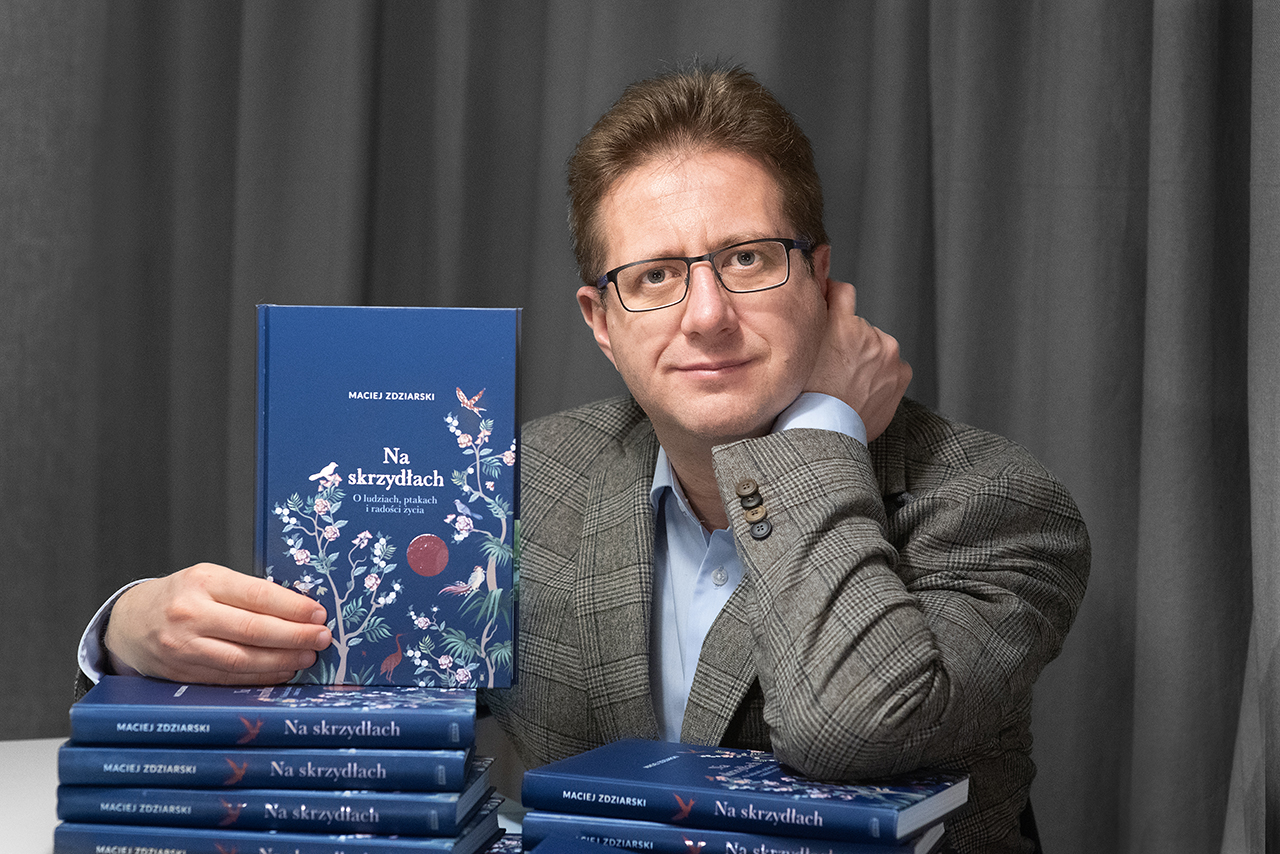
Maciej Zdziarski – autor książki Na skrzydłach. O ludziach, ptakach i radości życia (Znak Horyzont, 2022)

- Taka niespokojność (Oficyna Wydawnicza „Ziuk”, 1993)
- Nie dbam czy ktoś zgadnie dlaczego tak robię (AND, 1996, ISBN 83-87052-09-4)
- Mistrzowie sportu – mistrzowie życia, czyli o tym, jak sport wpływa na rozwój społeczeństw (wspólnie z Robertem Korzeniowskim, Stowarzyszenie Producentów i Dziennikarzy Radiowych, 2005, ISBN 83-919482-9-3)
- Rozmowy o uzależnionych kobietach (wspólnie z Jackiem Krzewickim, Fundacja OTUlony w nadzieję, 2008)
- StarsiRodzice.pl. Recepty na dobrą starość (Fundacja Instytut Łukasiewicza, 2012, ISBN 978-83-935185-0-0)
- Jaka Unia? Debaty Instytutu Łukasiewicza w Małopolsce (Fundacja Instytut Łukasiewicza, 2013, ISBN 978-83-935185-2-4)
- Jaka Unia? Debaty w Małopolsce 2015 (Fundacja Instytut Łukasiewicza, 2015, ISBN 978-83-935185-7-9)
- Uzależnienia behawioralne. Rozmowy z ekspertami (Fundacja Instytut Łukasiewicza, 2013, ISBN 978-83-935185-8-6)
- Uzależnienia behawioralne u dzieci i młodzieży. Rozmowy z ekspertami (Fundacja Instytut Łukasiewicza, 2015, ISBN 978-83-935185-3-1)
- Seniorze, trzymaj formę! cz. 1 (Fundacja Instytut Łukasiewicza, 2015, ISBN 978-83-935185-6-2)
- Seniorze, trzymaj formę! cz. 2 (Fundacja Instytut Łukasiewicza, 2016, ISBN 978-83-942750-3-7)
- Seniorze, trzymaj formę! cz. 3 (Fundacja Instytut Łukasiewicza, 2017, ISBN 978-83-942750-9-9)
- Seniorze, trzymaj formę! cz. 4 (Fundacja Instytut Łukasiewicza, 2018, ISBN 978-83-948954-3-3)
- Seniorze, trzymaj formę! cz. 5 (Fundacja Instytut Łukasiewicza, 2019, ISBN 978-83-948954-6-4)
- Jak było naprawdę? Niemieckie obozy, polscy bohaterowie (Fundacja Instytut Łukasiewicza, 2016, ISBN 978-83-942750-5-1)
- Dobranoc, Auschwitz. Reportaż o byłych więźniach (Znak Horyzont, 2017, ISBN 978-83-240-4173-2)
- Gdy milką oklaski cz. 1 (Fundacja Instytut Łukasiewicza, 2020, ISBN 978-83-955656-4-9)
- Gdy milką oklaski cz. 2 (Fundacja Instytut Łukasiewicza, 2021, ISBN 978-83-962258-1-8)
- Gdy milką oklaski cz. 3 (Fundacja Instytut Łukasiewicza, 2022, ISBN 978-83-962258-7-0)
- Dziewczyny z brązu, chłopaki ze złota. Rozmowy o siatkówce i nie tylko z medalistami igrzysk olimpijskich z Tokio (1964), Meksyku (1968) i Montrealu (1976) (Fundacja Instytut Łukasiewicza, 2021, ISBN 978-83-955656-7-0)
- Piękno siatkówki (Fundacja Instytut Łukasiewicza, 2021, ISBN 978-83-962258-0-1)
- Dobrou noc, Osvětimi (wspólnie z Aleksandrą Wójcik, tłum. Markéta Páralová Tardy, Vydavatelství Víkend, 2021, ISBN 978-80-7433-317-0)
- 80. Jubileuszowa opowieść o Leszku Długoszu (wspólnie z Aleksandrą Wójcik, Fundacja Instytut Łukasiewicza, 2021, ISBN 978-83-955656-6-3)
- Na skrzydłach. O ludziach, ptakach i radości życia (Znak Horyzont, 2022, ISBN 978-83-240-7792-2)
- Dobranoc, Auschwitz wyd. 2023 (wspólnie z Aleksandrą Wójcik, Znak Horyzont, 2023, ISBN 978-83-240-8023-6)
- Ptakomalowanie (Fundacja Instytut Łukasiewicza, 2023, ISBN 978-83-967147-1-8)
- Olimpijczycy w mundurach. Żołnierze Wojska Polskiego na igrzyskach w Paryżu 2024 (Fundacja Instytut Łukasiewicza, 2024, ISBN 978-83-967147-9-4)

## Nagrody i odznaczenia
- Laureat Zielonogórskiego Czarta Kulturalnego w dziedzinie twórczości literackiej (1997)[34].
- Dziennikarz Roku 1999 wyłoniony w wyborach organizowanych przez lubuski oddział Stowarzyszenia Dziennikarzy Polskich[35].
- 3 czerwca 2023 otrzymał Pióro Literatury – wyróżnienie za książkę Na skrzydłach. O ludziach, ptakach i radości życia w konkursie Planeta Izabelin[36].
- 29 grudnia 2022 r. został odznaczony przez Prezydenta RP Andrzeja Dudę Medalem Stulecia Odzyskanej Niepodległości[37].